# Серхио Ромеро
Серхио Херман Ромеро (роден 22 февруари 1987 г.) е аржентински футболист, вратар на Бока Хуниорс.
Започва професионалната си кариера през 2007 г. в отбора на Расинг Клуб де Авелянеда.
Присъединява се към състава на Манчестър Юнайтед през сезон 2015–16, като преди това играе за АЗ Алкмар, Сампдория и Монако.

## Постижения
АЗ Алкмар
- Ередивиси: 2008–09
- Суперкупа на Нидерландия: 2009

Манчестър Юнайтед
- ФА Къп: 2015–16
- Купа на Футболната лига: 2016–17
- Къмюнити Шийлд: 2016
- Лига Европа: 2016–17

Аржентина
- Летни олимпийски игри златен медал: 2008
- Световно първенство по футбол финалист: 2014
- Копа Америка финалист: 2015, 2016